# Dallas (Fernsehserie, 2012)/Episodenliste

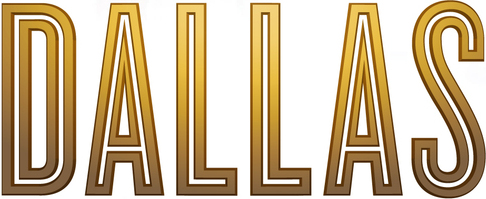
Logo zur Serie

Diese Episodenliste enthält alle Episoden der US-amerikanischen Dramaserie Dallas, sortiert nach der US-amerikanischen Erstausstrahlung. Die Serie umfasst drei Staffeln mit insgesamt 40 Episoden.

## Übersicht
| Staffel | Episodenanzahl | Erstausstrahlung USA | Erstausstrahlung USA | Deutschsprachige Erstausstrahlung | Deutschsprachige Erstausstrahlung |
| Staffel | Episodenanzahl | Staffelpremiere      | Staffelfinale        | Staffelpremiere                   | Staffelfinale                     |
| ------- | -------------- | -------------------- | -------------------- | --------------------------------- | --------------------------------- |
| 1       | 10             | 13. Juni 2012        | 8. August 2012       | 27. Januar 2013                   | 24. März 2013                     |
| 2       | 15             | 28. Januar 2013      | 15. April 2013       | 7. April 2013                     | 22. Juli 2013                     |
| 3       | 15             | 24. Februar 2014     | 22. September 2014   | 1. März 2017                      | 7. Juni 2017                      |

## Staffel 1
Die Erstausstrahlung der ersten Staffel war vom 13. Juni bis zum 8. August 2012 auf dem US-amerikanischen Kabelsender TNT zu sehen. Die deutschsprachige Erstausstrahlung sendete der österreichische Free-TV-Sender ORF eins vom 27. Januar bis zum 24. März 2013. In Deutschland war die erste Staffel vom 29. Januar bis zum 26. März 2013 auf dem Free-TV-Sender RTL zu sehen.
| Nr. (ges.) | Nr. (St.) | Deutscher Titel                                    | Originaltitel          | Erstausstrahlung USA | Deutschsprachige Erstausstrahlung (A) | Regie            | Drehbuch                      | Zuschauer (USA) | Quoten (Österreich) |
| ---------- | --------- | -------------------------------------------------- | ---------------------- | -------------------- | ------------------------------------- | ---------------- | ----------------------------- | --------------- | ------------------- |
| 1          | 1         | Die Söhne der Ewings – Teil 1                      | Changing of the Guard  | 13. Juni 2012        | 27. Jan. 2013                         | Michael M. Robin | Cynthia Cidre                 | 6,86 Mio.       | 369.000             |
| 2          | 2         | Die Söhne der Ewings – Teil 2: Ein Krieger erwacht | Hedging Your Bets      | 13. Juni 2012        | 27. Jan. 2013                         | Michael M. Robin | Cynthia Cidre                 | 6,86 Mio.       | 369.000             |
| 3          | 3         | Wer erpresst hier wen?                             | The Price You Pay      | 20. Juni 2012        | 3. Feb. 2013                          | Michael M. Robin | Bruce Rasmussen               | 4,76 Mio.       | 218.000             |
| 4          | 4         | Untreue Frauen                                     | The Last Hurrah        | 27. Juni 2012        | 10. Feb. 2013                         | Marc Roskin      | Taylor Hamra                  | 4,08 Mio.       | 247.000             |
| 5          | 5         | Southfork gehört mir!                              | Truth and Consequences | 4. Juli 2012         | 10. Feb. 2013                         | Randy Zisk       | Robert Rovner                 | 3,36 Mio.       | 198.000             |
| 6          | 6         | Feindschaftsanfragen                               | The Enemy of My Enemy  | 11. Juli 2012        | 17. Feb. 2013                         | Jesse Bochco     | Gail Gilchriest               | 3,63 Mio.       | 146.000             |
| 7          | 7         | Die Liebe, das Leben und der Tod                   | Collateral Damage      | 18. Juli 2012        | 3. März 2013                          | Steve Robin      | Aaron Allen                   | 3,88 Mio.       | 129.000             |
| 8          | 8         | Die Not der Lüge                                   | No Good Deed           | 25. Juli 2012        | 10. März 2013                         | Michael Katleman | Julia Cohen                   | 3,25 Mio.       | 172.000             |
| 9          | 9         | Familienfrieden?                                   | Family Business        | 1. Aug. 2012         | 17. März 2013                         | Michael M. Robin | Bruce Rasmussen               | 3,24 Mio.       | 142.000             |
| 10         | 10        | Mein schönster Fehler                              | Revelations            | 8. Aug. 2012         | 24. März 2013                         | Steve Robin      | Cynthia Cidre & Robert Rovner | 4,29 Mio.       | 169.000             |

## Staffel 2
Die Erstausstrahlung der zweiten Staffel war vom 28. Januar bis zum 15. April 2013 auf dem US-amerikanischen Kabelsender TNT zu sehen. Eine deutschsprachige Erstausstrahlung erfolgte zunächst auf dem österreichischen Free-TV-Sender ORF eins, welcher die ersten sechs Folgen der Staffel ab dem 7. April 2013 ausstrahlte. In Deutschland ist die Staffel vom 8. April bis zum 22. Juli 2013 auf dem Free-TV-Sender Super RTL, welcher die restlichen neun Folgen somit in deutschsprachiger Erstausstrahlung sendete, zu sehen gewesen.
| Nr. (ges.) | Nr. (St.) | Deutscher Titel            | Originaltitel            | Erstausstrahlung USA | Deutschsprachige Erstausstrahlung (A/D) | Regie             | Drehbuch                      | Zuschauer (USA) | Quoten (Österreich) |
| ---------- | --------- | -------------------------- | ------------------------ | -------------------- | --------------------------------------- | ----------------- | ----------------------------- | --------------- | ------------------- |
| 11         | 1         | Die Töchter der Feinde     | Battle Lines             | 28. Jan. 2013        | 7. Apr. 2013                            | Michael M. Robin  | Cynthia Cidre & Robert Rovner | 2,98 Mio.       | 133.000             |
| 12         | 2         | Mit dem Gegner im Bett     | Venomous Creatures       | 28. Jan. 2013        | 14. Apr. 2013                           | Steve Robin       | Aaron Allen                   | 2,98 Mio.       | 131.000             |
| 13         | 3         | Und nun Rache              | Sins of the Father       | 4. Feb. 2013         | 21. Apr. 2013                           | Jesse Bochco      | Bruce Rasmussen               | 2,23 Mio.       | 128.000             |
| 14         | 4         | Einer muss sich opfern     | False Confessions        | 11. Feb. 2013        | 28. Apr. 2013                           | Stephen Herek     | Taylor Hamra                  | 2,41 Mio.       | 97.000              |
| 15         | 5         | Leidensgeschichten         | Trial and Error          | 18. Feb. 2013        | 5. Mai 2013                             | Millicent Shelton | John Whelpley                 | 2,51 Mio.       | 112.000             |
| 16         | 6         | Angst auf Southfork        | Blame Game               | 25. Feb. 2013        | 12. Mai 2013                            | Jesse Bochco      | Gail Gilchriest               | 2,55 Mio.       | 136.000             |
| 17         | 7         | Alles oder gar nichts mehr | The Furious and the Fast | 4. März 2013         | 27. Mai 2013                            | Rodney Charters   | Julia Cohen                   | 2,79 Mio.       | —                   |
| 18         | 8         | Der Tod des J.R. Ewing     | J.R.’s Masterpiece       | 11. März 2013        | 3. Juni 2013                            | Michael M. Robin  | Cynthia Cidre                 | 3,56 Mio.       | —                   |
| 19         | 9         | Nachricht von Miss Ellie   | Ewings Unite!            | 18. März 2013        | 10. Juni 2013                           | Steve Robin       | Bruce Rasmussen               | 2,67 Mio.       | —                   |
| 20         | 10        | Aftons Rückkehr            | Guilt & Innocence        | 25. März 2013        | 17. Juni 2013                           | Jesse Bochco      | Robert Rovner                 | 2,61 Mio.       | —                   |
| 21         | 11        | Politik des Bösen          | Let Me In                | 1. Apr. 2013         | 24. Juni 2013                           | Millicent Shelton | Aaron Allen                   | 2,60 Mio.       | —                   |
| 22         | 12        | Zu den Waffen              | A Call to Arms           | 8. Apr. 2013         | 1. Juli 2013                            | Ken Topolsky      | Gail Gilchriest & Julia Cohen | 1,94 Mio.       | —                   |
| 23         | 13        | Nicht die Liebe zählt      | Love & Family            | 8. Apr. 2013         | 8. Juli 2013                            | Randy Zisk        | John Whelpley                 | 2,44 Mio.       | —                   |
| 24         | 14        | Auf der Suche nach Pamela  | Guilt by Association     | 15. Apr. 2013        | 15. Juli 2013                           | Jesse Bochco      | Taylor Hamra                  | 2,82 Mio.       | —                   |
| 25         | 15        | J.R.s letzter Triumph      | Legacies                 | 15. Apr. 2013        | 22. Juli 2013                           | Steve Robin       | Cynthia Cidre & Robert Rovner | 2,99 Mio.       | —                   |

## Staffel 3
Die Erstausstrahlung der dritten Staffel war vom 24. Februar bis zum 22. September 2014 auf dem US-amerikanischen Kabelsender TNT zu sehen. Die deutschsprachige Erstausstrahlung sendete der deutsche Free-TV-Sender Super RTL vom 1. März bis zum 7. Juni 2017.
| Nr. (ges.) | Nr. (St.) | Deutscher Titel                           | Originaltitel             | Erstausstrahlung USA | Deutschsprachige Erstausstrahlung (D) | Regie             | Drehbuch                      | Zuschauer (USA) |
| ---------- | --------- | ----------------------------------------- | ------------------------- | -------------------- | ------------------------------------- | ----------------- | ----------------------------- | --------------- |
| 26         | 1         | Öl ins Feuer                              | The Return                | 24. Feb. 2014        | 1. März 2017                          | Steve Robin       | Cynthia Cidre & Robert Rovner | 2,66 Mio.       |
| 27         | 2         | Gutes im Bösen?                           | Trust Me                  | 3. März 2014         | 8. März 2017                          | Millicent Shelton | Bruce Rasmussen               | 1,93 Mio.       |
| 28         | 3         | Von Präriehühnern und Dessous             | Playing Chicken           | 10. März 2014        | 15. März 2017                         | Jesse Bochco      | Gail Gilchriest               | 1,99 Mio.       |
| 29         | 4         | Es heiratet immer die Gleiche             | Lifting the Veil          | 17. März 2014        | 22. März 2017                         | Bethany Rooney    | Taylor Hamra                  | 1,78 Mio.       |
| 30         | 5         | Verkorkstes Geheimnis                     | D.T.R.                    | 24. März 2014        | 29. März 2017                         | Rodney Charters   | Aaron Allen                   | 1,79 Mio.       |
| 31         | 6         | Daddys Liebling                           | Like Father, Like Son     | 31. März 2014        | 5. Apr. 2017                          | Steve Robin       | Julia Cohen                   | 1,82 Mio.       |
| 32         | 7         | Schmutz in Reinkultur                     | Like a Bad Penny          | 7. Apr. 2014         | 12. Apr. 2017                         | Millicent Shelton | Pierluigi D. Cothran          | 1,87 Mio.       |
| 33         | 8         | Rachesex und das Inferno                  | Where There’s Smoke       | 14. Apr. 2014        | 19. Apr. 2017                         | Michael M. Robin  | Cynthia Cidre & Robert Rovner | 2,05 Mio.       |
| 34         | 9         | Verleugnung, Wut, Akzeptanz               | Denial, Anger, Acceptance | 18. Aug. 2014        | 26. Apr. 2017                         | Steve Robin       | Bruce Rasmussen               | 1,97 Mio.       |
| 35         | 10        | Die Schuldigen und die weniger Schuldigen | Dead Reckoning            | 25. Aug. 2014        | 3. Mai 2017                           | Anton Cooper      | Julia Cohen                   | 1,84 Mio.       |
| 36         | 11        | Eine Familie bedauert                     | Hurt                      | 1. Sep. 2014         | 10. Mai 2017                          | Patrick Duffy     | Aaron Allen                   | 1,93 Mio.       |
| 37         | 12        | Wie der Barnes, so die Ernte              | Victims of Love           | 8. Sep. 2014         | 17. Mai 2017                          | Ken Topolsky      | Taylor Hamra                  | 1,93 Mio.       |
| 38         | 13        | Die Gefangenen von Mexiko                 | Boxed In                  | 15. Sep. 2014        | 24. Mai 2017                          | Rodney Charters   | Gail Gilchriest               | 1,86 Mio.       |
| 39         | 14        | Heldenmut                                 | Endgame                   | 22. Sep. 2014        | 31. Mai 2017                          | Millicent Shelton | Bruce Rasmussen               | 1,72 Mio.       |
| 40         | 15        | Die Zukunft gehört den Ewings             | Brave New World           | 22. Sep. 2014        | 7. Juni 2017                          | Steve Robin       | Robert Rovner                 | 1,72 Mio.       |